# Dídac Plana Oltra
Dídac Plana Oltra   (Arenys de Mar, 22 de maig de 1990) és un porter de futbol sala català que juga amb el Futbol Club Barcelona a la Primera Divisió i també és internacional amb la selecció d'Espanya de futbol sala.

## Trajectòria
Format en les categories inferiors del FC Barcelona, el 2008 fa el seu debut professional amb l'equip Gestesa Guadalajara a Primera Divisió i el 2010 va marxar al Sala 10 Saragossa, per a, més endavant, jugar al Catgas E. Santa Coloma i al Jaén Paraíso Interior.
La temporada 2018-19 va fitxar pel FC Barcelona, equip amb què va guanyar tots els títols possibles com a professional destacant la UEFA Futsal Champions League. Va jugar el Campionat del Món de Futsal de la FIFA de 2021 amb la selecció d'Espanya i va guanyar la medalla de bronze en l'Eurocopa de Futbol Sala de 2022.

## Clubs
| Categories inferiors FC Barcelona      |
| 08/09 - 09/10 - Gestesa Guadalajara    |
| 10/11 - 12/13 - Sala 10 Zaragoza       |
| 13/14 - 15/16 - Catgas E. Santa Coloma |
| 16/17 - 17/18 - Jaén Paraíso Interior  |
| 18/19 - 21/22 - FC Barcelona           |

## Palmarès
| Club         | Títol/reconeixement |
| ------------ | --- |
| FC Barcelona | 2X UEFA Champions League (2019-20, 21-22) 2X Lligues d'Espanya (2018-19, 2020-21) 2X Copa del Rei (2018-19, 2019-20) 4X Copa d'Espanya (2018, 2019, 2020, 2022) 2X Supercopa d'Espanya (2019, 2022) 1X Copa Catalunya (2018) |